# Margí
Margí är en ort i Cypern.   Den ligger i distriktet Eparchía Lefkosías, i den centrala delen av landet, 17 km söder om huvudstaden Nicosia. Margí ligger 297 meter över havet och antalet invånare är 104. Den ligger på ön Cypern.
Terrängen runt Margí är platt åt nordost, men åt sydväst är den kuperad.Trakten runt Margí är ganska glesbefolkad, med 22 invånare per kvadratkilometer. Närmaste större samhälle är Nicosia, 17,2 km norr om Margí. Trakten runt Margí består till största delen av jordbruksmark.